# Кралица Сондок
Кралица Сондок (на корейски: 선덕여왕, на английски: Queen Seondeok) е южнокорейска историческа драма от 2009 г., продуцирана от MBC и Time Box Production. Разказва за живота на кралица Сондок от Шила. Излъчва се по канал MBC от 25 май до 22 декември 2009 г. в понеделник и вторник от 21:55 ч. за 62 епизода.
Рейтингите за гледаемостта на сериала оглавяват телевизионните класации почти всяка седмица по време на излъчването му, достигайки връх от 43,6 процента. Освен това прави фурор на наградите за драма на MBC за 2009 г., като отнася голяма част от призовете.

## Сюжет
Действието на сериала започва в края на управлението на крал Джинхънг и продължава до края на управлението на кралица Сондок.
Съгласно пророчеството на починалия крал Джинхънг, в нощта когато седемте звезди на съзвездието Голяма мечка станат осем, ще се роди този, който ще съумее да надвие коварството и могъществото на Мишил, която е завзела противозаконно властта в царството на Шила. Мишил е амбициозна придворна дама, която съблазнява мъжете с ума и красотата си и кара всички да играят по нейните правила. Предначертаният ден настъпва и пророчеството се сбъдва. На крал Джинпьонг и кралица Мая се раждат близначки, а това слага край на кралската мъжка линия наследници на трона. Близначките са скрити от народа, тъй като раждането на близнаци се смята за лоша поличба. Но разцепилата се на две звезда дарява с надежда тези, които чакат на света да дойде нова могъща и добродетелна сила.
Чонмьон е първородната близначка, а сестра ѝ Докман се появява на света втора, което принуждава баща ѝ крал Джинпьонг да изпрати дъщеря си далеч от двореца. Вярната му прислужница Сохва отглежда Докман, сякаш е нейна собствена дъщеря. След време събитията се стичат така, че Докман открива истинската си самоличност и се връща в двореца.
Мишил жадува да възкачи на трона един от синовете си. А Докман е решена да спаси трона от ръцете на Мишил. Нейната сестра близначка Чонмьон, опитвайки се да помогне на Докман, губи живота си. Тогава Докман се заклева да си върне това, което ѝ е отнето, и да отмъсти за смъртта на сестра си, като свали Мишил и стане първата жена кралица на Шила. Помощ ѝ оказват нейният доверен приятел Юшин, принц Ким Чунчу (племенник на кралица Сондок), както и Бидам, в когото Докман е влюбена.
На кралица Сондок е съдено да стане първата в корейската история жена-владетел. С острия си ум, харизма и сила на волята тя се противопоставя както на вътрешните врагове – амбициозните и коварни царедворци, така и на външните. Именно тя успява да сплоти под знамената на Обединените Сили враждуващите три корейски кралства Корьо, Пекче и Шила, постигайки мечтата на великия си прадядо – крал Джинхънг.

## Актьорски състав
- И Йо Уон – принцеса Докман, по-късно кралица Сондок

Харизматичен, но самотен владетел: тя е известна като първата жена владетел в корейската история. Докман е родена като сестра близначка на принцеса Чонмьонг. Тя обича да е сред хората, но след като става кралица, губи свободата да им се доверява така искрено и невинно, както някога. Като управляваща кралица е дълбоко самотна и изпълнена с отчаяние. Въпреки това тя трябва да скрие истинските си чувства и да бъде независима, за да се прероди като истинска кралица.
- Го Хюн Джунг – Лейди Мишил

Заклетият враг на кралица Сондок: кралска наложница, която няма да се спре пред нищо, за да постигне мечтата си да стане кралица. Тя се издига на власт в резултат на връзките си с видни владетели и служители. Била е наложница на трима последователни крале на Шила: крал Джинхънг, крал Джинджи и крал Джинпьонг. Съпруга е на лорд Седжонг (министър-председателя), любовница на генерал Солвон и майка на Бидам.
- Пак Йе Джин – Принцеса Чонмьонг

Принцеса Чонмьонг е сестра близначка на принцеса Докман. Като първородна дъщеря крал Джинпьонг я избира да остане в двореца с вярата, че тя е предопределеното дете, което ще спре властта на Мишил някой ден. Тя израства, страхувайки се от Мишил, което я кара да страни от политиката. Влюбва се и се омъжва за сина на крал Джинджи, Ким Йонгсу. Един ден Ким Йонгсу е номиниран за възможен кандидат за трона, но трябва да докаже, че е достоен за него, което в крайна сметка причинява смъртта му. Вярвайки, че Мишил има пръст в смъртта му, тя започва да събира съюзници, за да свали Мишил. Чонмьонг е първият човек, който разбира истинската самоличност на Докман и прави всичко възможно, за да помогне на сестра си, което коства живота ѝ.
- Ум Те Унг – Ким Юшин

Непобедимият воин, запомнен завинаги от историята: с грандиозния си план за обединяване на трите кралства под управлението на Шила, той се присъединява към принцеса Докман, която му се доверява напълно. Ким Юшин се превръща в непобедим войн, на когото се възхищават всички в столицата и печели заслужено място в историята.
- Ким Нам Гил – Бидам

Славното падение на един трагичен герой: Бидам наследява живота на майка си Мишил. Трагедията в живота на майка му се завърта и той се превръща в окаян герой със същата съдба. В крайна сметка той не печели нищо, от това, което желае – нито място в историята, нито Шила, нито Докман – и завършва забравен от историята, записан там само като инициатор на бунт. Той е обичан и след това мразен; той печели власт само за да я загуби; той печели доверието на хората и след това губи това доверие.
- Ю Сънг Хо – Принц Ким Чунчу (по-късно крал Теджонг Мюол), син на принцеса Чонмьонг и племенник на кралица Сондок

Владетел на следващата епоха и владетел на Трите кралства: сериалът започва с епохата на Мишил, продължава през епохата на Докман и ще завърши в началото на епохата на Чунчу. Този преждевременно развит гений ще става все по-уверен. Заедно с Докман, Юшин и Бидам ще придобие власт по свой собствен начин. Той ще бъде този, който ще осъществи мечтата, започната от покойния крал Джинхънг и ще обедини Трите кралства – Корьо, Пекче и Шила.
- И Сънг Хю – Ким Алчон
- Йо Мин Ки – Крал Джинпьонг
- Юн Ю Сун – Кралица Мая
- Со Йонг Хи – Сохва
- Им Йе Джин – Лейди Манмьонг
- Пак Чонг Чул – Ким Йонг Су
- Чонг Унг Ин – Мисенг